# Arbrissel
Arbrissel är en kommun i departementet Ille-et-Vilaine i regionen Bretagne i nordvästra Frankrike. Kommunen ligger i kantonen Retiers som tillhör arrondissementet Rennes. År 2022 hade Arbrissel 270 invånare.

## Befolkningsutveckling
Antalet invånare i kommunen Arbrissel
Referens:INSEE